# Isländische Eishockeyliga 2004/05
Die Saison 2004/05 war die 14. Spielzeit der isländischen Eishockeyliga, der höchsten isländischen Eishockeyspielklasse. Meister wurde zum insgesamt zwölften Mal in der Vereinsgeschichte Skautafélag Akureyrar.

## Modus
In der Hauptrunde absolvierten die vier Mannschaften jeweils 18 Spiele. Die beiden bestplatzierten Mannschaften qualifizierten sich für das Meisterschaftsfinale. Für einen Sieg erhielt jede Mannschaft zwei Punkte, bei einem Unentschieden gab es einen Punkt und bei einer Niederlage null Punkte.

## Hauptrunde

### Tabelle
|    | Klub                         | Sp | S  | U | N  | Tore    | Punkte |
| -- | ---------------------------- | -- | -- | - | -- | ------- | ------ |
| 1. | Skautafélag Reykjavíkur      | 18 | 13 | 1 | 4  | 137:071 | 27     |
| 2. | Skautafélag Akureyrar        | 18 | 11 | 2 | 5  | 129:107 | 24     |
| 3. | Ísknattleiksfélagið Björninn | 18 | 5  | 1 | 12 | 090:119 | 11     |
| 4. | Narfi frá Hrísey             | 18 | 4  | 2 | 12 | 078:137 | 10     |

Sp = Spiele, S = Siege, U = unentschieden, N = Niederlagen, OTS = Overtime-Siege, OTN = Overtime-Niederlage, SOS = Penalty-Siege, SON = Penalty-Niederlage

## Finale
- Skautafélag Reykjavíkur – Skautafélag Akureyrar 1:3 (9:6, 2:6, 3:5, 1:7)